# Дорадус (мікрорегіон)

Дорадус на карті штату Мату-Гросу-ду-Сул

Дорадус (порт. Microrregião de Dourados) — мікрорегіон у Бразилії, входить у штат Мату-Гросу-ду-Сул. Складова частина мезорегіону Південний захід штату Мату-Гросу-ду-Сул. Займає площу 37 359,114 км². Чисельність населення становить 445 370 чоловік на 2006 рік. Густота населення — 11,92 чол./км².

## Склад мікрорегіону
До складу мікрорегіону включені такі муніципалітети:
1. Амамбаї
2. Антоніу-Жуан
3. Арал-Морейра
4. Каарапо
5. Дорадіна
6. Дорадус
7. Фатіма-ду-Сул
8. Ітапоран
9. Жуті
10. Лагуна-Карапан
11. Маракажу
12. Нова-Алворада-ду-Сул
13. Понта-Поран
14. Ріу-Брільянті
15. Вісентіна

| Бразилія | Це незавершена стаття з географії Бразилії. Ви можете допомогти проєкту, виправивши або дописавши її. |